# Geosynchronous Satellite Launch Vehicle

GSLV Mk I/II

Das Geosynchronous Satellite Launch Vehicle (GSLV) ist eine Trägerrakete, die von der indischen Raumfahrtbehörde ISRO entwickelt wurde, um Kommunikationssatelliten des Types Insat in einen geostationären Orbit zu befördern und Indien auf diesem Gebiet von ausländischen Startdienstanbietern unabhängiger zu machen.
Von der GSLV wurden die beiden Versionen Mk I und Mk II entwickelt. Sie sind nicht zu verwechseln mit der GSLV Mk III, bei der es sich trotz des ähnlichen Namens um eine technisch eigenständige Rakete handelt.

## Aufbau
Das GSLV baut auf der PSLV auf, es wurden jedoch zusätzliche Flüssigtreibstoff-Booster und eine kryogene Oberstufe hinzugefügt. Es ist eine dreistufige Trägerrakete mit einer feststoffgetriebenen ersten Stufe, einer flüssigtreibstoffgetriebenen zweiten Stufe und der kryogenen dritten Stufe. Die ersten beiden Stufen wurden von der PSLV übernommen, die dritte Stufe wurde in Russland gefertigt. Indien bestellte insgesamt sieben Oberstufen von Russland und wollte auch die Pläne für diese kaufen, doch wegen Intervention der USA fand dieser Technologietransfer nicht statt. Indien musste deshalb die kryogene Oberstufe selbst entwickeln, was jedoch elf Jahre dauerte.
Das GSLV verwendet vier L40-Flüssigtreibstoff-Booster (LRB) und kann bis zu 5 t in einen leicht östlichen LEO befördern. Mit Hilfe der russischen kryogenen Oberstufe 12KRB kann es 2,2 t in einen 18°-GTO befördern.

### Booster
Es werden vier Flüssigtreibstoffbooster eingesetzt. Jeder der vier L40-Booster enthält zwei unabhängige Tanks, die zusammen 40 t Hypergol-Treibstoff (UH 25 und Distickstofftetroxid) enthalten. Die Booster haben einen Durchmesser von 2,1 m und jeweils ein 680 kN starkes Viking-Triebwerk.

### Erste Stufe
Die erste Stufe S125 (MkIa) bzw. S139 (MkIb) hat einen Durchmesser von 2,8 m und wird aus Maraging-Stahl hergestellt. Sie ist eine Feststoffrakete und enthält 125 t bzw. 139 t Festtreibstoff.

### Zweite Stufe
Die zweite Stufe hat ebenfalls einen Durchmesser von 2,8 m und kann mit 37,5 t Flüssigtreibstoff (UH 25 und Stickstofftetroxid) beladen werden. Die beiden separaten Tanks bestehen aus einer speziellen Aluminiumlegierung. Die Stufe liefert einen Schub von 720 kN.

### Dritte Stufe
Die dritte Stufe 12KRB des russischen Herstellers GKNPZ Chrunitschew benutzt flüssigen Wasserstoff (LH2) und flüssigen Sauerstoff (LOX), auch hier in zwei unabhängigen Tanks aus einer Aluminiumlegierung. Insgesamt können 12,6 t Treibstoff aufgenommen werden, das Triebwerk KVD-1 liefert einen Schub von 7,5 kN, hat einen spezifischen Impuls von 454 s und kann zweimal im Flug gezündet werden.
Die ersten drei Flüge des GSLV benutzten alle noch die russische kryogene Oberstufe. Beim vierten Start am 15. April 2010 wurde erstmals eine indische dritte Stufe eingesetzt, die ebenfalls LH2 und LOX verbrennt und etwas mehr Schub als die 12KRB liefern sollte. Dadurch sollte die nun MkII genannte Rakete schwerere Nutzlasten im Geotransferorbit absetzen. Nach der Zündung der dritten Stufe arbeiteten offenbar die Vernierdüsen nicht, so dass die Rakete außer Kontrolle geriet und ins Meer stürzte.

### Modifikationen
Mit der GSLV-D5 wurden mehrere Designverbesserungen eingeführt. Diese bestehen aus einer Neugestaltung der unteren Verkleidung, die die kryogene Oberstufe während des atmosphärischen Fluges schützt, einer Überarbeitung der Drahttunnel der kryogenen Oberstufe, um den während des Fluges auftretenden Kräften besser standzuhalten, einer überarbeiteten aerodynamischen Auslegung der gesamten Rakete und dem Einbau von Videosystemen zur Überwachung der Bewegungen der Außenhülle der Rakete während der verschiedenen Flugphasen. Die Verbesserungen der kryogenen Oberstufe beinhalten ein modifiziertes Design der Kraftstoffturbopumpen (FBTP), um die Größenänderung der Lager und Gehäuse bei Temperaturänderungen durch die kryogenen Treibstoffe sicherzustellen, und eine Änderung der Zündungssequenz, um die erfolgreiche und nachhaltige Zündung der Haupt- (ME) und Steuertriebwerke (SE) und des Gasgenerator (GG) sicherzustellen. Außerdem wurden einige kritische Systeme, wie zum Beispiel die Polyimid-Treibstoffleitungen und Flüssigsauerstoff- und Flüssigwasserstoffstandsensoren, durch in Indien gebaute ersetzt, um die eventuelle Kontamination beim Transport besser zu verhindern.

## Technische Daten
- Gesamthöhe: 49 m
- Startmasse: 401 t
- Anzahl der Stufen: 3
- Zielorbit: GTO 180×36.000 km

## Erste Starts
Die ersten beiden Flüge einer GSLV waren Testflüge. Der erste, teilweise erfolgreiche wurde im April 2001 mit dem Satelliten GSAT-1 an Bord gestartet. Der zweite, vollständig erfolgreiche Start einer GSLV erfolgte im Mai 2003 und brachte den Experimentalkommunikationssatelliten GSAT-2 ins All. Der erste operative Start war am 20. September 2004 mit dem Kommunikationssatelliten EDUSAT als Nutzlast.

## Startliste
Dies ist eine vollständige Startliste des Geosynchronous Satellite Launch Vehicle, Mk I und II. Zur Starts der GSLV Mk III, siehe dort.
Stand der Liste: 1. August 2025
| Lfd. Nr. | Datum (UTC)             | Typ        | Ser.-Nr. | Startplatz | Nutzlast                      | Art der Nutzlast                       | Nutzlastmasse (brutto 1) | Orbit 2 | Anmerkungen |
| -------- | ----------------------- | ---------- | -------- | ---------- | ----------------------------- | -------------------------------------- | ------------------------ | ------- | --- |
| 1        | 18. April 2001          | GSLV Mk I  | D1       | SHAR SLP   | GSAT-1                        | Experimenteller Kommunikationssatellit | 1540 kg                  | GTO     | Teilerfolg Dritte Stufe schaltete sich 10 Sek. zu früh ab, die Mission wurde von ISRO als Erfolg eingestuft |
| 2        | 8. Mai 2003             | GSLV Mk I  | D2       | SHAR SLP   | GSAT-2                        | Experimenteller Kommunikationssatellit | 1825 kg                  | GTO     | Erfolg |
| 3        | 20. September 2004      | GSLV Mk I  | F01      | SHAR SLP   | GSAT-3 (EDUSAT)               | Experimenteller Kommunikationssatellit | 1950 kg                  | GTO     | Erfolg |
| 4        | 10. Juli 2006 12:08     | GSLV Mk I  | F02      | SHAR SLP   | Insat-4C                      | Kommunikationssatellit                 | 2168 kg                  | GTO     | Fehlschlag Rakete wenige Minuten nach dem Start gesprengt, aufgrund einer Abweichung von der Flugbahn durch Versagen eines Boosters. |
| 5        | 2. September 2007 12:50 | GSLV Mk I  | F04      | SHAR SLP   | Insat-4CR                     | Kommunikationssatellit                 | 2130 kg                  | GTO     | Teilerfolg Ersatz für den zerstörten Insat-4C; der Satellit erreichte etwas niedrigere Umlaufbahn als vorgesehen, die Mission wurde von ISRO trotzdem als Erfolg eingestuft |
| 6        | 15. April 2010 10:57    | GSLV Mk II | D3       | SHAR SLP   | GSAT-4 (Healthsat)            | Experimenteller Kommunikationssatellit | 2180 kg                  | GTO     | Fehlschlag Kontroll- und Datenverlust kurz nach Zündung der dritten Stufe (Erstflug der Eigenentwicklung). Möglicherweise Versagen der Vernierdüsen |
| 7        | 25. Dezember 2010 10:34 | GSLV Mk I  | F06      | SHAR SLP   | GSAT-5P                       | Kommunikationssatellit                 | ?                        | GTO     | Fehlschlag Selbstzerstörung der Rakete wenige Sekunden nach einer Bahnabweichung, wobei auch der an Bord befindliche Satellit GSAT-5P zerstört wurde. |
| 8        | 5. Januar 2014 10:48    | GSLV Mk II | D5       | SHAR SLP   | GSAT-14                       | Kommunikationssatellit                 | 1982 kg                  | GTO     | Erfolg |
| 9        | 27. August 2015 11:22   | GSLV Mk II | D6       | SHAR SLP   | GSAT-6                        | Kommunikationssatellit                 | 2117 kg                  | GTO     | Erfolg |
| 10       | 8. September 2016 11:20 | GSLV Mk II | F05      | SHAR SLP   | INSAT-3DR                     | Wettersatellit                         | 2211 kg                  | GTO     | Erfolg |
| 11       | 5. Mai 2017 11:27       | GSLV Mk II | F09      | SHAR SLP   | GSAT-9 (South Asia Satellite) | Kommunikationssatellit                 | 2230 kg                  | GTO     | Erfolg |
| 12       | 29. März 2018 11:26     | GSLV Mk II | F08      | SHAR SLP   | GSAT-6A                       | Kommunikationssatellit                 | 2140 kg                  | GTO     | Erfolg |
| 13       | 19. Dezember 2018 10:40 | GSLV Mk II | F11      | SHAR SLP   | GSAT-7A                       | Kommunikationssatellit                 | 2250 kg                  | GTO     | Erfolg |
| 14       | 12. August 2021 00:13   | GSLV Mk II | F10      | SHAR SLP   | EOS-03 (GISAT-1)              | Erdbeobachtungssatellit                | 2286 kg                  | GTO     | Fehlschlag Fehlfunktion der dritten Stufe. Der niedrigere LH2-Tankdruck zum Zeitpunkt der Zündung des CUS-Triebwerks ist auf ein Leckage des Entlüftungs- und Entlastungsventils (VRV) zurückzuführen, was zu einer Fehlfunktion der Brennstoff-Booster-Turbopumpe (FBTP) führte. Dabei würde ein Befehl zum Missionsabbruch initiiert. Der wahrscheinlichste Grund für die Undichtigkeit des VRV-Ventils ist die Beschädigung der Weichdichtung, die während des Ventilbetriebs oder aufgrund von Verunreinigungen und Spannungen bei der Ventilmontage unter kryogenen Temperaturbedingungen entstanden sein könnte. |
| 15       | 29. Mai 2023 05:12      | GSLV Mk II | F12      | SHAR SLP   | NVS-01 (IRNSS 1J)             | Navigationssatellit                    | 2232 kg                  | GTO     | Erfolg |
| 16       | 17. Februar 2024 12:05  | GSLV Mk II | F14      | SHAR SLP   | Insat-3DS                     | Erdbeobachtungssatellit                | 2274 kg                  | GTO     | Erfolg Die „Unglückszahl“ (F)13 wurde übersprungen. |
| 17       | 29. Januar 2025 00:53   | GSLV Mk II | F15      | SHAR SLP   | NVS-02 (IRNSS-1K)             | Navigationssatellit                    | 2250 kg                  | GTO     | Erfolg |
| 18       | 30. Juli 2025           | GSLV Mk II | F16      | SHAR SLP   | NISAR                         | Erdbeobachtungssatellit                | 2393 kg                  | MEO     | Erfolg |